# Twin Falls County
Twin Falls County är ett administrativt område i delstaten Idaho, USA, med 77 230 invånare (2010). Den administrativa huvudorten (county seat) är Twin Falls. 
Del av Hagerman Fossil Beds nationalmonument ligger i countyt. 

## Geografi
Enligt United States Census Bureau så har countyt en total area på 4 995 km². 4 986 km² av den arean är land och 9 km² är vatten.

### Angränsande countyn
- Gooding County - nord
- Jerome County - nordöst
- Cassia County - öst
- Elko County, Nevada - syd
- Owyhee County - väst
- Elmore County - nordväst